# 1513

## أحداث
- 5 نوفمبر: تأسيس مدينة بايامو على يد دييغو فيلازكيز دي كيولار وتقع حاليا في كوبا.
- 27 أغسطس - احتلال البرتغال لأزمور ، بعد أن نزل الأسطول بمرسى مازغان.
- المؤرخ الحسن الوزان يقيم مدة ثلاثة عشر يوما بمدينة تاكاوست التاريخية، وسجل انطباعاته حولها في كتابه وصف أفريقيا.

## مواليد
- ألبرت فون شتاين
- جاك أميوت كاتب فرنسي

## وفيات
- بيير سوديريني
- جيمس الرابع ملك اسكتلندا
- أحمد شاه سلطان ملقا